# Список астероїдів (16001—16100)
| Назва                              | Тимчасове позначення | Дата відкриття    | Місце відкриття           | Відкривач                   |
| ---------------------------------- | -------------------- | ----------------- | ------------------------- | --------------------------- |
| (16001) 1999 AY21                  | 1999 AY21            | 15 січня 1999     | Вішнянська обсерваторія   | Корадо Корлевіч             |
| 16002 Бертін (Bertin)              | 1999 AM24            | 15 січня 1999     | Коссоль                   | ODAS                        |
| (16003) 1999 BX2                   | 1999 BX2             | 19 січня 1999     | Обсерваторія Оїдзумі      | Такао Кобаяші               |
| (16004) 1999 BZ3                   | 1999 BZ3             | 20 січня 1999     | Вішнянська обсерваторія   | Корадо Корлевіч             |
| (16005) 1999 BP7                   | 1999 BP7             | 21 січня 1999     | Вішнянська обсерваторія   | Корадо Корлевіч             |
| (16006) 1999 BJ9                   | 1999 BJ9             | 22 січня 1999     | Вішнянська обсерваторія   | Корадо Корлевіч             |
| 16007 Каасалайнен (Kaasalainen)    | 1999 BC11            | 20 січня 1999     | Коссоль                   | ODAS                        |
| (16008) 1999 CV                    | 1999 CV              | 5 лютого 1999     | Обсерваторія Оїдзумі      | Такао Кобаяші               |
| (16009) 1999 CM8                   | 1999 CM8             | 13 лютого 1999    | Обсерваторія Оїдзумі      | Такао Кобаяші               |
| (16010) 1999 CG14                  | 1999 CG14            | 13 лютого 1999    | Вішнянська обсерваторія   | Корадо Корлевіч             |
| (16011) 1999 CM16                  | 1999 CM16            | 6 лютого 1999     | Вішнянська обсерваторія   | Корадо Корлевіч             |
| 16012 Джемірубін (Jamierubin)      | 1999 CG19            | 10 лютого 1999    | Сокорро (Нью-Мексико)     | LINEAR                      |
| 16013 Шмідґалль (Schmidgall)       | 1999 CX38            | 10 лютого 1999    | Сокорро (Нью-Мексико)     | LINEAR                      |
| 16014 Сінха (Sinha)                | 1999 CB47            | 10 лютого 1999    | Сокорро (Нью-Мексико)     | LINEAR                      |
| 16015 Снелл (Snell)                | 1999 CK47            | 10 лютого 1999    | Сокорро (Нью-Мексико)     | LINEAR                      |
| (16016) 1999 CB54                  | 1999 CB54            | 10 лютого 1999    | Сокорро (Нью-Мексико)     | LINEAR                      |
| 16017 Стріт (Street)               | 1999 CX65            | 12 лютого 1999    | Сокорро (Нью-Мексико)     | LINEAR                      |
| (16018) 1999 CJ67                  | 1999 CJ67            | 12 лютого 1999    | Сокорро (Нью-Мексико)     | LINEAR                      |
| 16019 Едвардсу (Edwardsu)          | 1999 CL69            | 12 лютого 1999    | Сокорро (Нью-Мексико)     | LINEAR                      |
| 16020 Тевелд (Tevelde)             | 1999 CA76            | 12 лютого 1999    | Сокорро (Нью-Мексико)     | LINEAR                      |
| 16021 Кейсівон (Caseyvaughn)       | 1999 CG81            | 12 лютого 1999    | Сокорро (Нью-Мексико)     | LINEAR                      |
| 16022 Вісснерґросс (Wissnergross)  | 1999 CJ86            | 10 лютого 1999    | Сокорро (Нью-Мексико)     | LINEAR                      |
| 16023 Алісоньє (Alisonyee)         | 1999 CV93            | 10 лютого 1999    | Сокорро (Нью-Мексико)     | LINEAR                      |
| (16024) 1999 CT101                 | 1999 CT101           | 10 лютого 1999    | Сокорро (Нью-Мексико)     | LINEAR                      |
| (16025) 1999 CA104                 | 1999 CA104           | 12 лютого 1999    | Сокорро (Нью-Мексико)     | LINEAR                      |
| (16026) 1999 CM118                 | 1999 CM118           | 13 лютого 1999    | Сокорро (Нью-Мексико)     | LINEAR                      |
| (16027) 1999 DV1                   | 1999 DV1             | 18 лютого 1999    | Обсерваторія Галеакала    | NEAT                        |
| (16028) 1999 DC6                   | 1999 DC6             | 17 лютого 1999    | Сокорро (Нью-Мексико)     | LINEAR                      |
| (16029) 1999 DQ6                   | 1999 DQ6             | 20 лютого 1999    | Сокорро (Нью-Мексико)     | LINEAR                      |
| (16030) 1999 FS3                   | 1999 FS3             | 19 березня 1999   | Обсерваторія Гай-Пойнт    | Денніс Чесні                |
| (16031) 1999 FJ10                  | 1999 FJ10            | 20 березня 1999   | Обсерваторія Кінґ-Сіті    | Роберт Сенднес              |
| (16032) 1999 FU30                  | 1999 FU30            | 19 березня 1999   | Сокорро (Нью-Мексико)     | LINEAR                      |
| (16033) 1999 FT32                  | 1999 FT32            | 24 березня 1999   | Вішнянська обсерваторія   | Корадо Корлевіч             |
| (16034) 1999 FW32                  | 1999 FW32            | 24 березня 1999   | Сокорро (Нью-Мексико)     | LINEAR                      |
| 16035 Сасандфорд (Sasandford)      | 1999 FX32            | 24 березня 1999   | Станція Андерсон-Меса     | LONEOS                      |
| 16036 Мороз (Moroz)                | 1999 GV8             | 10 квітня 1999    | Станція Андерсон-Меса     | LONEOS                      |
| 16037 Шіхен (Sheehan)              | 1999 GX8             | 10 квітня 1999    | Станція Андерсон-Меса     | LONEOS                      |
| (16038) 1999 GD18                  | 1999 GD18            | 15 квітня 1999    | Сокорро (Нью-Мексико)     | LINEAR                      |
| 16039 Зеґлін (Zeglin)              | 1999 GH18            | 15 квітня 1999    | Сокорро (Нью-Мексико)     | LINEAR                      |
| (16040) 1999 GN18                  | 1999 GN18            | 15 квітня 1999    | Сокорро (Нью-Мексико)     | LINEAR                      |
| (16041) 1999 GM19                  | 1999 GM19            | 15 квітня 1999    | Сокорро (Нью-Мексико)     | LINEAR                      |
| (16042) 1999 GA20                  | 1999 GA20            | 15 квітня 1999    | Сокорро (Нью-Мексико)     | LINEAR                      |
| 16043 Іченьчжан (Yichenzhang)      | 1999 GP23            | 6 квітня 1999     | Сокорро (Нью-Мексико)     | LINEAR                      |
| 16044 Куртбахман (Kurtbachmann)    | 1999 GW24            | 6 квітня 1999     | Сокорро (Нью-Мексико)     | LINEAR                      |
| (16045) 1999 HU2                   | 1999 HU2             | 22 квітня 1999    | Станція Сінлун            | SCAP                        |
| 16046 Ґреґнорман (Gregnorman)      | 1999 JK              | 5 травня 1999     | Обсерваторія Ріді-Крик    | Джон Бротон                 |
| (16047) 1999 JG10                  | 1999 JG10            | 8 травня 1999     | Каталінський огляд        | Каталінський огляд          |
| (16048) 1999 JU23                  | 1999 JU23            | 10 травня 1999    | Сокорро (Нью-Мексико)     | LINEAR                      |
| (16049) 1999 JS32                  | 1999 JS32            | 10 травня 1999    | Сокорро (Нью-Мексико)     | LINEAR                      |
| (16050) 1999 JN35                  | 1999 JN35            | 10 травня 1999    | Сокорро (Нью-Мексико)     | LINEAR                      |
| 16051 Бернеро (Bernero)            | 1999 JF36            | 10 травня 1999    | Сокорро (Нью-Мексико)     | LINEAR                      |
| (16052) 1999 JX36                  | 1999 JX36            | 10 травня 1999    | Сокорро (Нью-Мексико)     | LINEAR                      |
| 16053 Бреннан (Brennan)            | 1999 JA40            | 10 травня 1999    | Сокорро (Нью-Мексико)     | LINEAR                      |
| (16054) 1999 JP55                  | 1999 JP55            | 10 травня 1999    | Сокорро (Нью-Мексико)     | LINEAR                      |
| (16055) 1999 JQ56                  | 1999 JQ56            | 10 травня 1999    | Сокорро (Нью-Мексико)     | LINEAR                      |
| (16056) 1999 JN75                  | 1999 JN75            | 6 травня 1999     | Сокорро (Нью-Мексико)     | LINEAR                      |
| (16057) 1999 JO75                  | 1999 JO75            | 6 травня 1999     | Сокорро (Нью-Мексико)     | LINEAR                      |
| (16058) 1999 JP75                  | 1999 JP75            | 6 травня 1999     | Сокорро (Нью-Мексико)     | LINEAR                      |
| 16059 Мерібуда (Marybuda)          | 1999 JV86            | 12 травня 1999    | Сокорро (Нью-Мексико)     | LINEAR                      |
| (16060) 1999 JZ89                  | 1999 JZ89            | 12 травня 1999    | Сокорро (Нью-Мексико)     | LINEAR                      |
| (16061) 1999 JQ117                 | 1999 JQ117           | 13 травня 1999    | Сокорро (Нью-Мексико)     | LINEAR                      |
| 16062 Банчер (Buncher)             | 1999 NR36            | 14 липня 1999     | Сокорро (Нью-Мексико)     | LINEAR                      |
| (16063) 1999 NV36                  | 1999 NV36            | 14 липня 1999     | Сокорро (Нью-Мексико)     | LINEAR                      |
| 16064 Davidharvey                  | 1999 RH27            | 5 вересня 1999    | Каталінський огляд        | Каталінський огляд          |
| 16065 Борель (Borel)               | 1999 RE35            | 11 вересня 1999   | Прескоттська обсерваторія | Пол Комба                   |
| (16066) 1999 RN39                  | 1999 RN39            | 8 вересня 1999    | Каталінський огляд        | Каталінський огляд          |
| (16067) 1999 RA47                  | 1999 RA47            | 7 вересня 1999    | Сокорро (Нью-Мексико)     | LINEAR                      |
| 16068 Сітрон (Citron)              | 1999 RN86            | 7 вересня 1999    | Сокорро (Нью-Мексико)     | LINEAR                      |
| 16069 Маршафольґер (Marshafolger)  | 1999 RS95            | 7 вересня 1999    | Сокорро (Нью-Мексико)     | LINEAR                      |
| (16070) 1999 RB101                 | 1999 RB101           | 8 вересня 1999    | Сокорро (Нью-Мексико)     | LINEAR                      |
| (16071) 1999 RW125                 | 1999 RW125           | 9 вересня 1999    | Сокорро (Нью-Мексико)     | LINEAR                      |
| (16072) 1999 RE128                 | 1999 RE128           | 9 вересня 1999    | Сокорро (Нью-Мексико)     | LINEAR                      |
| 16073 Ґаскін (Gaskin)              | 1999 RK129           | 9 вересня 1999    | Сокорро (Нью-Мексико)     | LINEAR                      |
| 16074 Джорджкаплан (Georgekaplan)  | 1999 RR129           | 9 вересня 1999    | Сокорро (Нью-Мексико)     | LINEAR                      |
| 16075 Меглас (Meglass)             | 1999 RL130           | 9 вересня 1999    | Сокорро (Нью-Мексико)     | LINEAR                      |
| 16076 Барріхааз (Barryhaase)       | 1999 RV131           | 9 вересня 1999    | Сокорро (Нью-Мексико)     | LINEAR                      |
| 16077 Арейгамільтон (Arayhamilton) | 1999 RK157           | 9 вересня 1999    | Сокорро (Нью-Мексико)     | LINEAR                      |
| 16078 Керолгерш (Carolhersh)       | 1999 RG177           | 9 вересня 1999    | Сокорро (Нью-Мексико)     | LINEAR                      |
| 16079 Імада (Imada)                | 1999 RP181           | 9 вересня 1999    | Сокорро (Нью-Мексико)     | LINEAR                      |
| (16080) 1999 RX184                 | 1999 RX184           | 9 вересня 1999    | Сокорро (Нью-Мексико)     | LINEAR                      |
| (16081) 1999 SR15                  | 1999 SR15            | 30 вересня 1999   | Каталінський огляд        | Каталінський огляд          |
| (16082) 1999 TR5                   | 1999 TR5             | 2 жовтня 1999     | Вішнянська обсерваторія   | Корадо Корлевіч, Маріо Юріч |
| 16083 Йорвік (Jorvik)              | 1999 TH12            | 12 жовтня 1999    | Обсерваторія Клеть        | Яна Тіха, Мілош Тіхі        |
| (16084) 1999 TY18                  | 1999 TY18            | 12 жовтня 1999    | Обсерваторія Чрні Врх     | Обсерваторія Чрні Врх       |
| 16085 Лаффан (Laffan)              | 1999 TM27            | 3 жовтня 1999     | Сокорро (Нью-Мексико)     | LINEAR                      |
| (16086) 1999 TF90                  | 1999 TF90            | 2 жовтня 1999     | Сокорро (Нью-Мексико)     | LINEAR                      |
| (16087) 1999 TR102                 | 1999 TR102           | 2 жовтня 1999     | Сокорро (Нью-Мексико)     | LINEAR                      |
| (16088) 1999 TJ121                 | 1999 TJ121           | 4 жовтня 1999     | Сокорро (Нью-Мексико)     | LINEAR                      |
| 16089 Ламб (Lamb)                  | 1999 TG147           | 7 жовтня 1999     | Сокорро (Нью-Мексико)     | LINEAR                      |
| 16090 Лукашевскі (Lukaszewski)     | 1999 TN147           | 7 жовтня 1999     | Сокорро (Нью-Мексико)     | LINEAR                      |
| 16091 Малчіоді (Malchiodi)         | 1999 TO152           | 7 жовтня 1999     | Сокорро (Нью-Мексико)     | LINEAR                      |
| (16092) 1999 TP171                 | 1999 TP171           | 10 жовтня 1999    | Сокорро (Нью-Мексико)     | LINEAR                      |
| (16093) 1999 TQ180                 | 1999 TQ180           | 10 жовтня 1999    | Сокорро (Нью-Мексико)     | LINEAR                      |
| 16094 Скоттмаккорд (Scottmccord)   | 1999 TQ222           | 2 жовтня 1999     | Сокорро (Нью-Мексико)     | LINEAR                      |
| (16095) 1999 TA249                 | 1999 TA249           | 8 жовтня 1999     | Каталінський огляд        | Каталінський огляд          |
| (16096) 1999 US6                   | 1999 US6             | 29 жовтня 1999    | Станція Сінлун            | SCAP                        |
| (16097) 1999 UE50                  | 1999 UE50            | 30 жовтня 1999    | Каталінський огляд        | Каталінський огляд          |
| (16098) 1999 VR9                   | 1999 VR9             | 9 листопада 1999  | Вішнянська обсерваторія   | Корадо Корлевіч             |
| (16099) 1999 VQ24                  | 1999 VQ24            | 15 листопада 1999 | Обсерваторія Ондржейов    | Петер Кушнірак, Петр Правец |
| (16100) 1999 VO30                  | 1999 VO30            | 3 листопада 1999  | Сокорро (Нью-Мексико)     | LINEAR                      |

| ← Астероїди 10001—20000 → |             |             |             |             |             |             |             |             |             |
| 10001—10100               | 11001—11100 | 12001—12100 | 13001—13100 | 14001—14100 | 15001—15100 | 16001—16100 | 17001—17100 | 18001—18100 | 19001—19100 |
| 10101—10200               | 11101—11200 | 12101—12200 | 13101—13200 | 14101—14200 | 15101—15200 | 16101—16200 | 17101—17200 | 18101—18200 | 19101—19200 |
| 10201—10300               | 11201—11300 | 12201—12300 | 13201—13300 | 14201—14300 | 15201—15300 | 16201—16300 | 17201—17300 | 18201—18300 | 19201—19300 |
| 10301—10400               | 11301—11400 | 12301—12400 | 13301—13400 | 14301—14400 | 15301—15400 | 16301—16400 | 17301—17400 | 18301—18400 | 19301—19400 |
| 10401—10500               | 11401—11500 | 12401—12500 | 13401—13500 | 14401—14500 | 15401—15500 | 16401—16500 | 17401—17500 | 18401—18500 | 19401—19500 |
| 10501—10600               | 11501—11600 | 12501—12600 | 13501—13600 | 14501—14600 | 15501—15600 | 16501—16600 | 17501—17600 | 18501—18600 | 19501—19600 |
| 10601—10700               | 11601—11700 | 12601—12700 | 13601—13700 | 14601—14700 | 15601—15700 | 16601—16700 | 17601—17700 | 18601—18700 | 19601—19700 |
| 10701—10800               | 11701—11800 | 12701—12800 | 13701—13800 | 14701—14800 | 15701—15800 | 16701—16800 | 17701—17800 | 18701—18800 | 19701—19800 |
| 10801—10900               | 11801—11900 | 12801—12900 | 13801—13900 | 14801—14900 | 15801—15900 | 16801—16900 | 17801—17900 | 18801—18900 | 19801—19900 |
| 10901—11000               | 11901—12000 | 12901—13000 | 13901—14000 | 14901—15000 | 15901—16000 | 16901—17000 | 17901—18000 | 18901—19000 | 19901—20000 |